# Francesco Menzio
Francesco Menzio (Tempio Pausania, 3 aprile 1899 – Torino, 27 novembre 1979) è stato un pittore italiano.
La sua pittura interiore e raffinata con frequenti manifestazioni malinconiche evidenzia un uso del colore ora intenso, ora tenue, con elementi riconducibili alle opere di Modigliani e Matisse.

## Biografia
Dalla natia Sardegna si trasferì, con la famiglia, a Torino nel 1912. Iniziò a dipingere al ritorno dalla prima guerra mondiale. Frequentò poi lo studio di Felice Casorati. 
Nel 1923 espose, per la prima volta, alla Galleria Pesaro di Milano. 
Nel 1928 partecipò alla Biennale di Venezia. Nello stesso anno si recò a Parigi, dove venne a contatto con la pittura degli Impressionisti e dei Fauves. 
Tornato a Torino aderì al gruppo dei “Sei di Torino” con Enrico Paulucci, Gigi Chessa, Carlo Levi, Nicola Galante e Jessie Boswell. Nel 1930 lasciò il gruppo dei “Sei” e tornò a Parigi. 

Nel 1937 espose alla Sala della Stampa di Torino e alla Galleria del Milione a Milano. Nel 1942 vinse il premio Bergamo. 
Dal 1951 iniziò ad insegnare all'Accademia Albertina.
Nel 1956 eseguì un'opera dal titolo Bambini tra gli alberi nella galleria all'aperto dell'affresco di Arcumeggia. Nel 1958 tenne una mostra personale alla Biennale di Venezia.
Menzio morì a Torino nel 1979 all'età di 80 anni.

## Opere
- Ritratto di Erika, 1930ca., Galleria nazionale d'Arte Moderna, Roma.
- Autoritratto allo specchio, MAGI '900, Pieve di Cento (BO)